# Phytometra lutalgira
Phytometra lutalgira là một loài bướm đêm trong họ Erebidae.